# Amara (Irak)
Amara (auch al-'Amarah oder Amarah geschrieben; arabisch العمارة, DMG al-ʿAmāra) ist eine Stadt im Südosten des Irak, die vom Fluss Tigris durchflossen wird. Die Stadt hatte im Jahr 2002 rund 340.000 Einwohner, die überwiegend aus Schiiten bestand. Es ist die administrative Hauptstadt der Provinz Maisan.

## Geschichte
Gegründet wurde Amara 1860 als Militärstützpunkt der Osmanen. 1910 eröffnete die Alliance Israélite Universelle eine Schule für die Kinder der jüdischen Gemeinde. 1915 wurde Amara von den Briten erobert. Vor 1958 war Amara für sein Lehnswesen bekannt. Vor und während der Invasion des Irak im Jahr 2003 wurde die Stadt bekannt als ein Widerstandszentrum gegen Saddam Hussein. Im Oktober 2006 geriet die Stadt unter die Kontrolle von schiitischen Aufständischen.